# 京めぐり
京めぐり（きょうめぐり）は、京都市交通局・京都バス（いずれも自社局での発売はなし）と、近畿日本鉄道（近鉄）が、年末年始期間を除き共同で発行していた一日乗車券である。

## 概要
奈良方面から近鉄線を利用し、京都市を訪れる観光客向けに発売しており、発売期間内の任意の1日間で利用できる。近鉄線内の指定区間（きっぷの種類により異なる）と、京都市内の地下鉄・バスの指定区間が乗り放題のセットとなっている。乗車券は磁気カード式で、券面には京都の寺院の写真が配されている。
発売期間は各年ごとに区切られており、概ね成人の日の翌日から12月の最終日曜日まで発売。利用日当日に乗車券を提示すると、京都市内の観光施設などで優待を受けることができる特典がある。（詳細については公式サイトを参照。）
また、近鉄京都駅・近鉄丹波橋駅でも発売していたため、京都から奈良方面への観光に使用することもできた。
2024年3月31日をもって発売を終了した。

## フリーエリア
2023年現在。近鉄線内の特急は、別途特急券を購入することで利用可能。

### 京めぐり (1)
| 事業者       | 路線名（近鉄） | フリーエリア                                                                                     |
| ------------ | -------------- | ------------------------------------------------------------------------------------------------ |
| 近鉄         | 京都線         | 京都駅 - 大和西大寺駅間（全駅）                                                                  |
| 近鉄         | 橿原線         | 大和西大寺駅 - 筒井駅間                                                                          |
| 近鉄         | 奈良線         | 生駒駅 - 近鉄奈良駅間                                                                            |
| 京都市交通局 |                | 京都市営地下鉄全線、京都市営バス全線（定期観光路線を除く）                                       |
| 京都バス     |                | 京都市均一制区間路線、および八瀬・大原エリア（鞍馬・貴船方面、山間路線、季節運行路線などを除く） |

### 京めぐり (2)
京めぐり (1) のエリアに加えて、以下の区間もフリーエリアとなる。なお、田原本線と生駒ケーブルは全線フリーエリアに含まれていないため、乗車不可。
| 事業者 | 路線名       | フリーエリア                          |
| ------ | ------------ | ------------------------------------- |
| 近鉄   | 橿原線       | 筒井駅 - 橿原神宮前駅間（橿原線全駅） |
| 近鉄   | 天理線       | 平端駅 - 天理駅間（全駅）             |
| 近鉄   | けいはんな線 | 生駒駅 - 学研奈良登美ヶ丘駅間         |
| 近鉄   | 生駒線       | 生駒駅 - 王寺駅間（全駅）             |
| 近鉄   | 大阪線       | 関屋駅 - 三本松駅間                   |
| 近鉄   | 南大阪線     | 二上山駅 - 橿原神宮前駅間             |
| 近鉄   | 吉野線       | 橿原神宮前駅 - 壺阪山駅間             |
| 近鉄   | 御所線       | 尺土駅 - 近鉄御所駅間（全駅）         |

## 発売額
2023年現在。すべて大人のみの設定である。発売箇所については公式サイトを参照。
| 種類         | 金額    |
| ------------ | ------- |
| 京めぐり (1) | 2,200円 |
| 京めぐり (2) | 2,600円 |